# Сакулумистика
Сакулуми́стика (от лат. sacculum — мешок) — хобби, заключающееся в коллекционировании упаковки от конфет, шоколада, батончиков и прочих кондитерских изделий.
В основном такие коллекции распространены и собираются в детском возрасте. Это увлечение особенно популярно на постсоветском пространстве из-за большого наличия и разнообразия здесь кондитерских фабрик, выпускающих конфеты.

## История
Коллекционирование обёртки от шоколада и конфет в России берёт своё начало в XIX веке, когда в Российской империи были основаны первые кондитерские фабрики (Товарищество А. И. Абрикосова сыновей, «Эйнем»).
Далее такие коллекции собирались  в СССР в основном детьми, из-за красочной упаковки и простоты коллекционирования.
Коллекции конфетных фантиков и шоколадных обёрток продолжают собирать и в 21 веке, но они приобрели более осмысленный характер. А коллекции, собранные в прошлом, часто становятся экспонатами музеев.

## Рекорды
Исходя из данных Книги рекордов Гиннеса, самая большая коллекция из 5065 конфетных фантиков пренадлежит Милану Валдивии из Такны, Перу, и была зарегистрирована 7 октября 2015 года. В его коллекции представлены фантики из 49 стран мира.
Но другие источники противоречат тому, что это — самая большая коллекция упаковки. В России самая большая коллекция конфетной обёртки у Светланы Безносовой из Кемеровской области — более 100 тысяч фантиков.
Самой большой коллекцией обёртки в мире принято считать коллекцию Станислава Крамски из Добржиховице, Чехия. В его коллекции более 205000 разных шоколадных обёрток и упаковки от шоколадных батончиков.